# Alice Van Cauwenberghe
Alice Van Cauwenberghe was een Belgisch bestuurster.

## Levensloop
In 1965 volgde ze Marie-Thérèse Bouvin op als voorzitster van de Kristelijke Arbeiders Vrouwengilde (KAV). Zelf werd ze in deze hoedanigheid in 1975 opgevolgd door Wiske Van Weyenberg.